# قانون ضدتروریسم کانادا
قانون ضدتروریسم کانادا (انگلیسی: Anti-Terrorism Act (Canada)) ; (فرانسوی: Loi antiterroriste‎) توسط دولت ژان کرتین در رابطه با حمله ۱۱ سپتامبر ۲۰۰۱ که در ایالات متحده اتفاق افتاد، به تصویب رسید. در ۱۸ دسامبر ۲۰۰۱ نیز موافقت سلطنتی را تحت عنوان لایحه C-36 دریافت کرد. این لایحه قانونی که مسائل مختلفی را در برمی گیرد گسترش قدرت دولت و سازمان‌های مربوطه را در موسسات امنیتی کانادا در رابطه با تروریسم را افزایش می‌داد.
گسترش نیروها به میزان زیادی جدال‌برانگیز شد زیرا با لایحه‌های قبلی در رابطه با منشور حقوق و آزادی کانادا به‌طور خاص در مورد قوانینی که اجازه محاکمه‌های سری، بازداشت‌های پیشگیرانه و توسعه امنیتی و نیروهای تجسس را می‌داد، متناقض بود.

## مخالفان مدنی
لایحه تصویب شده مورد مقایسه با قانون فعال کردن اقدامات جنگی دولت در مورد اقدامات تروریستی توسط جبهه آزادیبخش کبک قرار گرفت.
این موضوع مورد مخالف پارلمانترها از جمله مارجوری لوبرتون و آندره تلگدی و وکیل جنایی دیوید پاکیوکو و برخی دیگر قرار گرفت. زیاد میا از کانون وکلای مسلمان تورنتو، این سؤال را مطرح کرد که آیا تعریف فعالیت‌های تروریستی در مورد گروهی که با خشونت در مقابل رژیم‌هایی مانند صدام حسین و رابرت موگابه مقاومت کردند، صدق می‌کند. وی اشاره کرد که این قانون مقاومت فرانسه و نلسون ماندلا را نیز جز مجرم محسوب می‌کند.

## پیگردهای قانونی
در ژانویه ۲۰۱۰ زکریا عماره از میسیساگا که مظنون به شرکت در واقعه تروریستی تورنتو بود به زندان ابد محکوم شد. این حکم خشن‌ترین حکمی بود که تا بحال تحت قانون ضد تروریستی صادر می‌شد. سعد گایا از اوک‌ویل که یکی از مظنونین همین حمله بود، به ۱۲ سال زندان محکوم شدند.

## لایحه S-7، قانون مبارزه با تروریسم ۲۰۱۲
برخی از مقررات قانون در تاریخ ۱ مارس ۲۰۰۷ منقضی می‌شدند. کابینه هارپر اعلام کرد که این مقررات باید مجدداً بازنگری شوند؛ ولی هر سه حزب اپوزیسیون با آن، به‌طور خاص در مورد دستگیری‌های پیشگیرانه و استماع تحقیقی مخالفت کردند. در ۲۸ فوریه ۲۰۰۷ مجلس عوام با رأی ۱۵۹ در مقابل ۱۲۴ به بازنگری مقررات قانون مخالفت کرد.
در سال ۲۰۱۲ دولت هارپر لایحه S-7، که قانون مبارزه با تروریسم ۲۰۱۳ بود را ارائه کرد که قرار بود مقررات منتقضی شده برای ۵ سال دیگر تجدید شوند. او همچنین قانونی را ارائه داد تا کسانی که کانادا را ترک می‌کنند که به گروه‌های تروریستی بپیوندند، مجرم شناخته شوند. لایحه همچنین ماکزیمم محکومیت زندان برای برخی جرائم مربوط به پناه دادن مظنون به تروریسم را افزایش داد. در ۱۹ آوریل بعد از بمبگذاری ماراتن در بوستون، دولت، دستور کار پارلمان را تغییر داد تا این لایحه را برای رای‌گیری به آوریل ۲۲ و ۲۳ سال ۲۰۱۳ بیندازند. این قانون در ۲۵ آوریل ۲۰۱۳ مورد موافقت پادشاهی قرار گرفت.